# André Jung
Pour les articles homonymes, voir Jung.
Cet article concerne l'historien français. Pour l'acteur luxembourgeois, voir André Jung (acteur).
André Jung est un historien et archéologue né à Strasbourg le 20 juin 1793 où il est décédé le 12 octobre 1863. Il est l'un des fondateurs de la Société pour la Conservation des Monuments Historiques d'Alsace. Il a organisé la Bibliothèque municipale de Strasbourg en 1843.

## Biographie

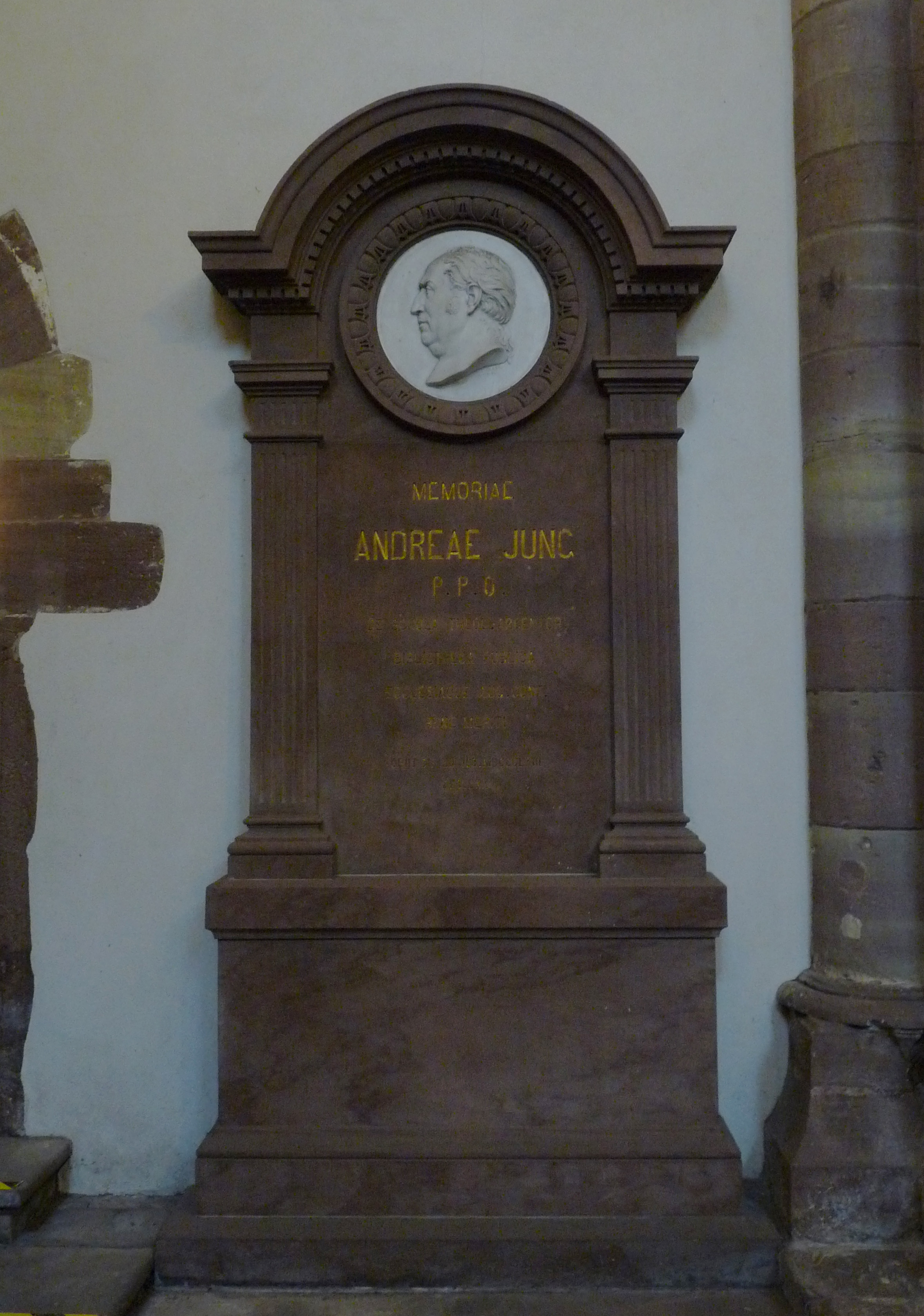
Monument funéraire à l'église Saint-Thomas de Strasbourg (médaillon par Philippe Grass)

L'église Saint-Thomas de Strasbourg abrite le monument funéraire d'André Jung, dont le médaillon a été sculpté par Philippe Grass.

## Œuvres
- Réponse aux notes sur d'anciennes fondations de Strasbourg publiées par M. le baron de Schauenburg comme ayant ete recueillies aux archives de la ville, imp. de Ch. Meyrutis, Paris, 1855, 38 p.